# Teorema de descomposición de Doob
En la teoría de procesos estocásticos en tiempo discreto, un área de la teoría de la probabilidad, el teorema de descomposición de Doob proporciona la existencia y unicidad de la descomposición de un proceso estocástico adaptado e integrable como la suma de una martingala y un proceso predecible comenzando en cero. El teorema fue demostrado por Joseph L. Doob, de quien recibe el nombre.
El teorema análogo para procesos estocásticos en tiempo continuo es el teorema de descomposición de Doob-Meyer.

## Enunciado del teorema
Sea {\displaystyle (\Omega ,{\mathcal {F}},P)} un espacio de probabilidad, junto con una filtración {\displaystyle \mathbb {F} =({\mathcal {F}}_{n})_{n\in I}}, donde {\displaystyle I} representa el conjunto de índices, en este caso {\displaystyle I=\{0,1,\ldots ,N\}} para algún {\displaystyle N\in \mathbb {N} }, o {\displaystyle I=\mathbb {N} _{0}}; y sea {\displaystyle X=(X_{n})_{n\in I}} un proceso estocástico adaptado tal que {\displaystyle E[|X_{n}|]<\infty } para todo {\displaystyle n\in I}. Entonces existe una martingala {\displaystyle M=(M_{n})_{n\in I}} y un proceso estocástico integrable y predecible {\displaystyle A=(A_{n})_{n\in I}} con valor inicial {\displaystyle A_{0}=0} tal que {\displaystyle X_{n}=M_{n}+A_{n}} para todo {\displaystyle n\in I}. Además, esta descomposición es única casi seguramente.

### Observación
El teorema sigue siendo válido, palabra por palabra, para procesos estocásticos con valores en el espacio euclídeo {\displaystyle d}-dimensional {\displaystyle \mathbb {R} ^{d}} o el espacio vectorial complejo {\displaystyle \mathbb {C} ^{d}}. Esta generalización se deduce aplicando la versión unidimensional del teorema a cada componente.